# William Stowe
William Stowe (Oak Park, Illinois, 1940. március 23. – Lake Placid, New York, 2016. február 8.) olimpiai bajnok amerikai evezős.

## Pályafutása
1940. március 23-án az Illinois állambeli Oak Parkban született. 1958-ban a Kent Schoolban fejezte be a középfokú tanulmányait, majd 1962-ben a Cornell Egyetemen végzett.
Az 1964-es tokiói olimpián aranyérmet szerzett nyolcpár evezésben.
1967 és 1971 között a Columbia Egyetem evezőedzői csapatának a tagja volt, majd a U.S. Coast Guard Academy-n indította az evezési szakágat egy program keretében. Az 1968-as és 1972-es nyári olimpiai játékok során az ABC kommentátori munkáját segítette.